# Vemeník
Vemeník (Platanthera) je velmi rozsáhlý rod jednoděložných rostlin z čeledi vstavačovitých, do kterého je řazeno 100 až 200 jednotlivých druhů. Podzemní orgány vemeníků jsou hlízky, stonky mohou být s listy i bez listů. Těžiště výskytu vemeníků je v mírném pásu na severní polokouli.